# Iglesia del Santo Cristo de las Maravillas
La iglesia del Santo Cristo de Maravillas es un templo de estilo neoclásico ubicado en la zona conocida como Barrios Altos, en el distrito de Lima, ciudad homónima, capital del Perú. Se encuentra en el cruce de la avenida Sebastián Lorente y el jirón Áncash. En su interior se venera desde antiguo la imagen del Santo Cristo de las Maravillas, antigua devoción de esta parte de la ciudad.

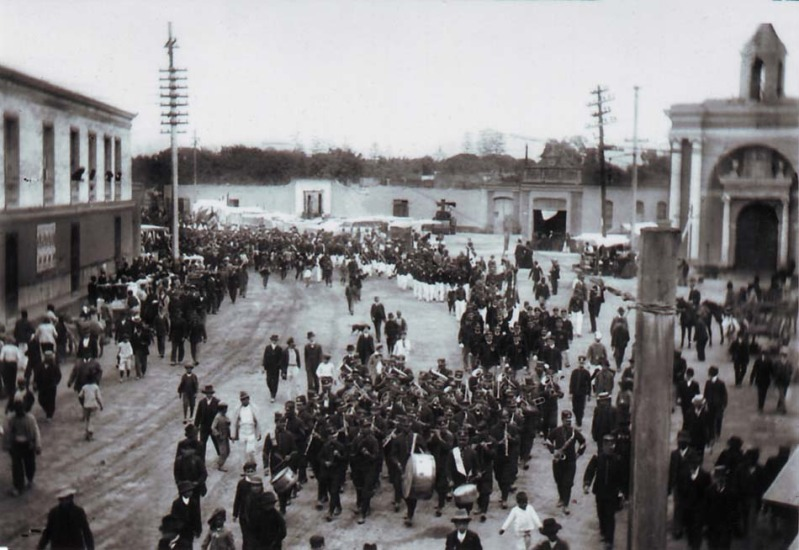
Fotografía de fines del que muestra una parada militar en los Barrios Altos y en la cual se puede ver a la derecha la Iglesia de Santo Cristo

## Historia
En la primera mitad del siglo XVIII, ya se encuentra documentada la existencia de la Capilla del Santo Cristo de las Maravillas. El pardo libre, Andrés de Jesús, se hizo colector de limosnas de esta santa imagen, que se veneraba en su capilla ubicada en las cercanías del barrio del Cercado, en el camino que conduce al Valle de Lati.
Esta iglesia era antiguo punto de partida de los cortejos fúnebres hacia el Cementerio General de Lima, dada su ubicación que antecede al Cementerio Presbítero Maestro, fundado en 1808.
Hoy en día la iglesia está al mando de las hijas de la caridad de San Vicente de Paul y los laicos de la comunidad. La Fiesta de fundación de esta iglesia es el 14 de septiembre, fecha en la que los laicos celebran a lo grande gracias al apoyo de sus fieles.

## Arquitectura
La construcción del templo actual es totalmente neoclásica atribuida a Matías Maestro. Quizá sea la única iglesia construida enteramente según los cánones neoclásicos antes de la independencia.
Posee una planta rectangular, de una sola nave y bóveda de cañón.
Su portada de columnas jónicas y frontón liso es armoniosa y proporcionada, dentro de la notable corrección académica que emana de todo el conjunto, esta se encuentra a modo de arco dentro de la cual se encuentra la portada de líneas clásicas. Cabe resaltar la presencia de una antigua cruz del camino hacia el lado izquierdo de la portada,  totalmente renovada.
La mueblería está conformada por:
- Retablo mayor del siglo XIX.
- Retablos laterales, neoclásicos del siglo XIX.

Dentro de su Patrimonio artístico se puede apreciar a:
- Santo Cristo de las Maravillas del siglo XVIII.
- Cristo Yacente, siglo XX.
- Virgen del Carmen, siglo XIX.